# Les Seigneurs de la mer
Pour plus de détails, voir Fiche technique et Distribution.
Les Seigneurs de la mer (Sharkwater), ou S.O.S. Requins au Québec, est un film documentaire de Rob Stewart sorti en 2006.
Le documentaire dénonce la pratique du shark finning qui menace d'extinction les requins. Pratiquée essentiellement dans les pays en voie de développement, elle consiste à pêcher les requins pour leur couper les ailerons puis à en rejeter les corps à la mer, la plupart du temps encore vivants.
Il s'agit du premier documentaire produit par DreamWorks SKG et Universal Pictures. Il est cependant distribué par Columbia Pictures aux États-Unis et France Télévisions en France.

## Synopsis
Depuis l'enfance, Rob Stewart se passionne pour les requins. À tel point qu'il est devenu biologiste et photographe sous-marin afin de pouvoir nager avec eux, décrypter leur mystère et déconstruire le mythe du requin mangeur d'hommes. Ce mythe, entièrement fabriqué, serait selon lui responsable de l'indifférence qui entoure, un peu partout dans le monde, le massacre de la population de requins à des fins commerciales. Du Costa Rica aux Îles Galapagos en passant par le Guatemala, Stewart et l'équipage de l'activiste des mers Paul Watson tentent de dénoncer et de mettre en échec les braconniers à la solde de mafias asiatiques soutenues par des gouvernements corrompus. Il y va de l'équilibre écologique de la planète.

## Fiche technique
- Titre : Les Seigneurs de la mer
- Titre original : Sharkwater
- Titre québécois : S.O.S. Requins
- Réalisation : Rob Stewart
- Scénario :  Rob Stewart
- Musique : Jeff Rona, Moby, Nina Simone, Ali Farka Toure, The Riderless, Geoffrey Oryema, Aphex Twin, Portishead
- Sociétés de production : DreamWorks SKG, Universal Pictures
- Sociétés de distribution : TriStar (États-Unis), France Télévisions Distribution (France)
- Pays d'origine :  Canada
- Langue originale : anglais
- Genre : documentaire
- Durée : 89 minutes
- Dates de sortie :
  - Canada : 11 septembre 2006 (Festival international du film de Toronto) ; 23 mars 2007 (sortie nationale)
  - France et Suisse : 9 avril 2008

## Autour du film
- Il y a chaque année cinq décès dans le monde qui sont causés par des requins contre cent décès pour les éléphants et les tigres et 1 200 000 par les accidents de la route. En un an, les crocodiles, une espèce protégée, ont tué dans le monde autant de personnes que les requins en un siècle.

- Producteur, réalisateur, scénariste et directeur de la photographie, Rob Stewart a travaillé sur les Seigneurs de la mer entre ses 22 et 27 ans. Photographe animalier de formation, il a commencé la photographie sous-marine dès 13 ans. Son travail sous l'eau et sur la terre a été publié dans de nombreux prestigieux comme BBC Wildlife, Discovery Channel, ABC, le magazine Géo.

- C'est en participant à une expédition visant à empêcher la pêche illégale de requins au Costa Rica et en Équateur que Rob Stewart a décidé d'entamer la réalisation du documentaire[1]. Un projet qu'il avait depuis ses 22 ans et qui ne fut pas sans embûche.

« J'avais 22 ans quand j'ai commencé le film, je ne connaissais rien au cinéma ni aux tournages », raconte-t-il. « J'étais photographe animalier. Je me disais que je pouvais faire un beau film sous-marin sur les requins, vide de présence humaine. Puis, quand je suis parti en expédition avec l'association Sea Shepherd et que j'ai rencontré l'écologiste Paul Watson, tout ce qui pouvait mal tourner a mal tourné. Dans les eaux du Guatemala, on est entré en collision avec un bateau chassant les requins que nous poursuivions depuis un moment. Après un mois là-bas, je n'avais pas mis le pied dans l'eau. Mes rêves de documentaire sous-marin étaient réduits à néant. Finalement j'ai décidé que cette histoire incroyable, il fallait la raconter et donc la filmer ».
- Pour tourner Les Seigneurs de la mer, l'équipe a visité près de 15 pays en 5 ans.
- Une suite au film intitulée Sharkwater Extinction est en cours de réalisation depuis 2016. Rob Stewart est décédé lors d'un accident de plongée durant le tournage le 31 janvier 2017[2]. Ses parents (producteurs de ses films) et son équipe ont annoncé que le projet sera mené jusqu'à son terme[3].

## Distinctions
Les Seigneurs de la mer a obtenu le prix du public à l'Atlantic International Film Festival, au Festival international du film de Lauderdale et au Gen Art Film Festival. Il a également obtenu le prix Planète Thalassa au Festival mondial de l'image sous-marine et le prix du meilleur film au Festival international du film de Palm Springs. 
En tout, le film Sharkwater reçu pas moins de 31 récompenses internationales :
- Canada's TOp Ten : Festival international du film de Toronto
- Pople's Choice : Atlantic International Film Festival
- People's Choice : Fort Lauderdale International Film Festival
- Best Documentary : Ft. Lauderdale International Film Festival
- Spirit of Independents Award : Ft. Lauderdale International Film Festival
- Special Jury Award : Hawaii International Film Festival
- Best Musical Composition : France World Festival of Underwater Pictures
- Prix Planete Thalassa : France World Festival of Underwater Pictures
- Best of the Festival Palm Springs : International Film Festival
- Best International Doc : Beverly Hills Hi-Def Festival
- Best HD Feature : AFI Dallas International Film Festival
- Audience Choice Award for Best Feature : Gen Art Film Festival
- Grand Jury Award for Best Feature : Gen Art Film Festival
- Peter Benchley Shark Conservation Award :  Shark Research Institute
- Special Jury Award : 15 Short Film Festival – Charlotte, NC
- Must-See Award (Category: Wake-Up Films) : Telluride Mountain Film Festival
- Hero of Conservation – Water Category : Conservation for the Oceans Foundation
- Top Ten Films : Cambridge Film Festival
- Jameson Audience Award : for Best International Documentary Encounters South African Int’l Doc. Festival
- Best Documentary : Film - Nominee Critics Choice Awards
- Animal Action Award : International Fund for Animal Welfare
- Best Documentary : Directors Guild of Canada
- Best Of The Festival : Santa Barbara Ocean Film Festival
- Best Sound : Nominee Golden Reel Awards
- Best Documentary : Nominee Genie Awards
- Best Environmental : Film of 2008 National Ocean Film Festival Alliance
- Best Feature Documentary : Genesis Awards
- Audience Award : Durban Int'l Film Festival, S.A.
- Activism through Adventure : Adventure Film Festival 2008 Boulder, CO
- Theatrical Award - Nominated Wildscreen 2008 : Panda Award
- Documentary Award : Bergen Int'l Film Fest